# 六角海鱔鯛
六角海鱔鯛，為鱸形目鱸亞目擬雀鯛科的其中一種，分布於西印度洋的肯亞、莫三比克、切斯特菲爾德島、馬達加斯加西南部海域，深度6-15公尺，本魚身體細長，肩部有黑斑，體色多變，體前部為淡棕黃色、後部為深色，身體具有「蜂窩」形的斑紋，虹膜灰金色，背鰭硬棘1枚;背鰭軟條45-47枚;臀鰭硬棘0枚;臀鰭軟條36-37枚，體長可達6公分，棲息在沿海底層水域，生活習性不明。

## 擴展閱讀
維基物種上的相關：六角海鱔鯛